# 14511 Nickel
14511 Nickel este un asteroid din centura principală de asteroizi.

## Descriere
14511 Nickel este un asteroid din centura principală de asteroizi. A fost descoperit pe 11 martie 1996 la Kitt Peak National Observatory în cadrul proiectului Spacewatch. El prezintă o orbită caracterizată de o semiaxă mare de 2,38 ua, o excentricitate de 0,12 și o înclinație de 7,7° în raport cu ecliptica.